# 2018-as Tour de France
A 2018-as Tour de France volt a háromhetes francia kerékpáros körverseny 105. kiírása. A verseny Vendée megyében rajtolt július 7-én és július 29-én Párizsban ért véget.
A címvédő Chris Froome volt, ez évben is az esélyesek között volt többek között Tom Dumoulin, Nairo Quintana és Vincenzo Nibali mellett.
A versenyt végül Geraint Thomas nyerte meg kényelmes előnnyel Tom Dumoulin előtt, amivel a brit az első Tour győzelmét szerezte meg. A Giro győztese, Chris Froome a harmadik helyen végzett, megelőzve a holland lottós Primož Rogličot és Steven Kruijswijket. A legjobb sprinter ismét Peter Sagan lett, aki hatodik zöld trikóját nyerve beállította Erik Zabel rekordját és ezen felül 477 megszerzett pontjával is új rekordot állított fel. A hegyek királya Julian Alaphilippe, míg a legjobb fiatal Pierre Latour lett. A csapatok versenyében a Movistar Team diadalmaskodott, míg a legagresszívabb versenyzőnek Dan Martint szavazták meg.

## Részt vevő csapatok
A versenyen 22 csapat képviseli magát 176 versenyzővel.

### World Tour csapatok
| - AG2R La Mondiale - Astana - Bahrain–Merida - BMC Racing Team - Bora–Hansgrohe - EF Education First–Drapac p/b Cannondale |  | - Groupama–FDJ - Katyusa–Alpecin - Lotto Soudal - Mitchelton–Scott - Movistar Team - Quick Step Floors |  | - Team Dimension Data - Team Lotto NL–Jumbo - Team Sky - Team Sunweb - Trek–Segafredo - UAE Team Emirates |

### Pro-kontinentális csapatok
| - Cofidis - Wanty–Groupe Gobert |  | - Direct Énergie |  | - Fortuneo–Samsic |

## Szakaszok
| Szakasz | Dátum      | Rajt                      | Cél                    | Táv       | Domborzat       | Győztes                                 |
| ------- | ---------- | ------------------------- | ---------------------- | --------- | --------------- | --------------------------------------- |
| 1.      | július 7.  | Noirmoutier-en-l’Île      | Fontenay-le-Comte      | 201 km    | Sík             | Fernando Gaviria (Quick Step Floors)    |
| 2.      | július 8.  | Mouilleron-Saint-Germain  | La Roche-sur-Yon       | 183 km    | Sík             | Peter Sagan (Bora–Hansgrohe)            |
| 3.      | július 9.  | Cholet                    | Cholet                 | 35 km     | Csapat időfutam | BMC Racing Team                         |
| 4.      | július 10. | La Baule-Escoublac        | Sarzeau                | 192 km    | Sík             | Fernando Gaviria (Quick Step Floors)    |
| 5.      | július 11. | Lorient                   | Quimper                | 203 km    | Közepes hegyi   | Peter Sagan (Bora–Hansgrohe)            |
| 6.      | július 12. | Brest                     | Mûr-de-Bretagne        | 181 km    | Közepes hegyi   | Dan Martin (UAE Team Emirates)          |
| 7.      | július 13. | Fougères                  | Chartres               | 231 km    | Sík             | Dylan Groenewegen (Team Lotto NL–Jumbo) |
| 8.      | július 14. | Dreux                     | Amiens                 | 181 km    | Sík             | Dylan Groenewegen (Team Lotto NL–Jumbo) |
| 9.      | július 15. | Arras                     | Roubaix                | 154 km    | Sík             | John Degenkolb (Trek–Segafredo)         |
|         | július 16. | Pihenőnap                 | Pihenőnap              | Pihenőnap | Pihenőnap       | Pihenőnap                               |
| 10.     | július 17. | Annecy                    | Le Grand-Bornand       | 159 km    | Hegyi           | Julian Alaphilippe (Quick Step Floors)  |
| 11.     | július 18. | Albertville               | La Rosière             | 108 km    | Hegyi           | Geraint Thomas (Team Sky)               |
| 12.     | július 19. | Bourg-Saint-Maurice       | Alpe d’Huez            | 175 km    | Hegyi           | Geraint Thomas (Team Sky)               |
| 13.     | július 20. | Le Bourg-d’Oisans         | Valence                | 169 km    | Sík             | Peter Sagan (Bora–Hansgrohe)            |
| 14.     | július 21. | Saint-Paul-Trois-Châteaux | Mende                  | 187 km    | Közepes hegyi   | Omar Fraile (Astana)                    |
| 15.     | július 22. | Millau                    | Carcassonne            | 181 km    | Közepes hegyi   | Magnus Cort Nielsen (Astana)            |
|         | július 23. | Pihenőnap                 | Pihenőnap              | Pihenőnap | Pihenőnap       | Pihenőnap                               |
| 16.     | július 24. | Carcassonne               | Bagnères-de-Luchon     | 218 km    | Hegyi           | Julian Alaphilippe (Quick Step Floors)  |
| 17.     | július 25. | Bagnères-de-Luchon        | Saint-Lary-Soulan      | 65 km     | Hegyi           | Nairo Quintana (Movistar Team)          |
| 18.     | július 26. | Trie-sur-Baïse            | Pau                    | 172 km    | Sík             | Arnaud Démare (Groupama–FDJ)            |
| 19.     | július 27. | Lourdes                   | Laruns                 | 200 km    | Hegyi           | Primož Roglič (Team Lotto NL–Jumbo)     |
| 20.     | július 28. | Saint-Pée-sur-Nivelle     | Espelette              | 31 km     | Időfutam        | Tom Dumoulin (Team Sunweb)              |
| 21.     | július 29. | Houilles                  | Párizs, Champs-Élysées | 115 km    | Sík             | Alexander Kristoff (UAE Team Emirates)  |

## Összefoglaló

### 1. szakasz
Noirmoutier-en-l’Île → Fontenay-le-Comte
| Helyezés | Rajtszám | Versenyző          | Csapat            | Idő        |
| -------- | -------- | ------------------ | ----------------- | ---------- |
| 1        | 103      | Fernando Gaviria   | Quick Step Floors | 4h 23' 32" |
| 2        | 111      | Peter Sagan        | Bora–Hansgrohe    | azonos idő |
| 3        | 144      | Marcel Kittel      | Katyusa–Alpecin   | azonos idő |
| 4        | 95       | Alexander Kristoff | UAE Team Emirates | azonos idő |
| 5        | 201      | Christophe Laporte | Cofidis           | azonos idő |

| Helyezés | Rajtszám | Versenyző          | Csapat            | Idő        |
| -------- | -------- | ------------------ | ----------------- | ---------- |
| 1        | 103      | Fernando Gaviria   | Quick Step Floors | 4h 23' 22" |
| 2        | 111      | Peter Sagan        | Bora–Hansgrohe    | + 4"       |
| 3        | 144      | Marcel Kittel      | Katyusa–Alpecin   | + 6"       |
| 4        | 27       | Oliver Naesen      | AG2R La Mondiale  | + 9"       |
| 5        | 95       | Alexander Kristoff | UAE Team Emirates | + 10"      |

### 2. szakasz
Mouilleron-Saint-Germain → La Roche-sur-Yon
| Helyezés | Rajtszám | Versenyző          | Csapat            | Idő        |
| -------- | -------- | ------------------ | ----------------- | ---------- |
| 1        | 111      | Peter Sagan        | Bora–Hansgrohe    | 4h 06' 37" |
| 2        | 52       | Sonny Colbrelli    | Bahrain–Merida    | azonos idő |
| 3        | 151      | Arnaud Démare      | Groupama–FDJ      | azonos idő |
| 4        | 171      | André Greipel      | Lotto Soudal      | azonos idő |
| 5        | 95       | Alexander Kristoff | UAE Team Emirates | azonos idő |

| Helyezés | Rajtszám | Versenyző        | Csapat            | Idő        |
| -------- | -------- | ---------------- | ----------------- | ---------- |
| 1        | 111      | Peter Sagan      | Bora–Hansgrohe    | 8h 29' 53" |
| 2        | 103      | Fernando Gaviria | Quick Step Floors | + 6"       |
| 3        | 52       | Sonny Colbrelli  | Bahrain–Merida    | + 10"      |
| 4        | 183      | Sylvain Chavanel | Direct Énergie    | + 13"      |
| 5        | 104      | Philippe Gilbert | Quick Step Floors | + 14"      |

### 3. szakasz
Cholet → Cholet
| Helyezés | Csapat            | Idő     |
| -------- | ----------------- | ------- |
| 1        | BMC Racing Team   | 38' 46" |
| 2        | Team Sky          | + 4"    |
| 3        | Quick Step Floors | + 7"    |
| 4        | Mitchelton–Scott  | + 9"    |
| 5        | Team Sunweb       | + 11"   |

| Helyezés | Rajtszám | Versenyző          | Csapat            | Idő        |
| -------- | -------- | ------------------ | ----------------- | ---------- |
| 1        | 87       | Greg Van Avermaet  | BMC Racing Team   | 9h 08' 55" |
| 2        | 88       | Tejay van Garderen | BMC Racing Team   | + 0"       |
| 3        | 8        | Geraint Thomas     | Team Sky          | + 3"       |
| 4        | 104      | Philippe Gilbert   | Quick Step Floors | + 5"       |
| 5        | 105      | Bob Jungels        | Quick Step Floors | + 7"       |

### 4. szakasz
La Baule-Escoublac → Sarzeau
| Helyezés | Rajtszám | Versenyző         | Csapat              | Idő        |
| -------- | -------- | ----------------- | ------------------- | ---------- |
| 1        | 103      | Fernando Gaviria  | Quick Step Floors   | 4h 25' 01" |
| 2        | 111      | Peter Sagan       | Bora–Hansgrohe      | azonos idő |
| 3        | 171      | André Greipel     | Lotto Soudal        | azonos idő |
| 4        | 163      | Dylan Groenewegen | Team Lotto NL–Jumbo | azonos idő |
| 5        | 144      | Marcel Kittel     | Katyusa–Alpecin     | azonos idő |

| Helyezés | Rajtszám | Versenyző          | Csapat            | Idő         |
| -------- | -------- | ------------------ | ----------------- | ----------- |
| 1        | 87       | Greg Van Avermaet  | BMC Racing Team   | 13h 33' 56" |
| 2        | 88       | Tejay van Garderen | BMC Racing Team   | + 0"        |
| 3        | 8        | Geraint Thomas     | Team Sky          | + 3"        |
| 4        | 104      | Philippe Gilbert   | Quick Step Floors | + 5"        |
| 5        | 101      | Julian Alaphilippe | Quick Step Floors | + 7"        |

### 5. szakasz
Lorient → Quimper
| Helyezés | Rajtszám | Versenyző          | Csapat            | Idő        |
| -------- | -------- | ------------------ | ----------------- | ---------- |
| 1        | 111      | Peter Sagan        | Bora–Hansgrohe    | 4h 48' 06" |
| 2        | 52       | Sonny Colbrelli    | Bahrain–Merida    | azonos idő |
| 3        | 104      | Philippe Gilbert   | Quick Step Floors | azonos idő |
| 4        | 78       | Alejandro Valverde | Movistar Team     | azonos idő |
| 5        | 101      | Julian Alaphilippe | Quick Step Floors | azonos idő |

| Helyezés | Rajtszám | Versenyző          | Csapat            | Idő         |
| -------- | -------- | ------------------ | ----------------- | ----------- |
| 1        | 87       | Greg Van Avermaet  | BMC Racing Team   | 18h 22' 00" |
| 2        | 88       | Tejay van Garderen | BMC Racing Team   | + 2"        |
| 3        | 104      | Philippe Gilbert   | Quick Step Floors | + 3"        |
| 4        | 8        | Geraint Thomas     | Team Sky          | + 5"        |
| 5        | 101      | Julian Alaphilippe | Quick Step Floors | + 6"        |

### 6. szakasz
Brest → Mûr-de-Bretagne
| Helyezés | Rajtszám | Versenyző          | Csapat            | Idő        |
| -------- | -------- | ------------------ | ----------------- | ---------- |
| 1        | 91       | Dan Martin         | UAE Team Emirates | 4h 13' 43" |
| 2        | 26       | Pierre Latour      | AG2R La Mondiale  | + 1"       |
| 3        | 78       | Alejandro Valverde | Movistar Team     | + 3"       |
| 4        | 101      | Julian Alaphilippe | Quick Step Floors | + 3"       |
| 5        | 114      | Rafał Majka        | Bora–Hansgrohe    | + 3"       |

| Helyezés | Rajtszám | Versenyző          | Csapat            | Idő         |
| -------- | -------- | ------------------ | ----------------- | ----------- |
| 1        | 87       | Greg Van Avermaet  | BMC Racing Team   | 22h 35' 46" |
| 2        | 8        | Geraint Thomas     | Team Sky          | + 3"        |
| 3        | 88       | Tejay van Garderen | BMC Racing Team   | + 5"        |
| 4        | 101      | Julian Alaphilippe | Quick Step Floors | + 6"        |
| 5        | 104      | Philippe Gilbert   | Quick Step Floors | + 12"       |

### 7. szakasz
Fougères → Chartres
| Helyezés | Rajtszám | Versenyző          | Csapat              | Idő        |
| -------- | -------- | ------------------ | ------------------- | ---------- |
| 1        | 163      | Dylan Groenewegen  | Team Lotto NL–Jumbo | 5h 43' 42" |
| 2        | 103      | Fernando Gaviria   | Quick Step Floors   | azonos idő |
| 3        | 111      | Peter Sagan        | Bora–Hansgrohe      | azonos idő |
| 4        | 151      | Arnaud Démare      | Groupama–FDJ        | azonos idő |
| 5        | 201      | Christophe Laporte | Cofidis             | azonos idő |

| Helyezés | Rajtszám | Versenyző          | Csapat            | Idő         |
| -------- | -------- | ------------------ | ----------------- | ----------- |
| 1        | 87       | Greg Van Avermaet  | BMC Racing Team   | 28h 19' 25" |
| 2        | 8        | Geraint Thomas     | Team Sky          | + 6"        |
| 3        | 88       | Tejay van Garderen | BMC Racing Team   | + 8"        |
| 4        | 101      | Julian Alaphilippe | Quick Step Floors | + 9"        |
| 5        | 104      | Philippe Gilbert   | Quick Step Floors | + 15"       |

### 8. szakasz
Dreux → Amiens
| Helyezés | Rajtszám | Versenyző          | Csapat              | Idő        |
| -------- | -------- | ------------------ | ------------------- | ---------- |
| 1        | 163      | Dylan Groenewegen  | Team Lotto NL–Jumbo | 4h 23' 36" |
| 2        | 111      | Peter Sagan        | Bora–Hansgrohe      | azonos idő |
| 3        | 194      | John Degenkolb     | Trek–Segafredo      | azonos idő |
| 4        | 95       | Alexander Kristoff | UAE Team Emirates   | azonos idő |
| 5        | 151      | Arnaud Démare      | Groupama–FDJ        | azonos idő |

| Helyezés | Rajtszám | Versenyző          | Csapat            | Idő         |
| -------- | -------- | ------------------ | ----------------- | ----------- |
| 1        | 87       | Greg Van Avermaet  | BMC Racing Team   | 32h 43' 00" |
| 2        | 8        | Geraint Thomas     | Team Sky          | + 7"        |
| 3        | 88       | Tejay van Garderen | BMC Racing Team   | + 9"        |
| 4        | 104      | Philippe Gilbert   | Quick Step Floors | + 16"       |
| 5        | 105      | Bob Jungels        | Quick Step Floors | + 22"       |

### 9. szakasz
Arras → Roubaix
| Helyezés | Rajtszám | Versenyző         | Csapat            | Idő        |
| -------- | -------- | ----------------- | ----------------- | ---------- |
| 1        | 194      | John Degenkolb    | Trek–Segafredo    | 4h 23' 36" |
| 2        | 87       | Greg Van Avermaet | BMC Racing Team   | azonos idő |
| 3        | 106      | Yves Lampaert     | Quick Step Floors | azonos idő |
| 4        | 104      | Philippe Gilbert  | Quick Step Floors | + 19"      |
| 5        | 111      | Peter Sagan       | Bora–Hansgrohe    | + 19"      |

| Helyezés | Rajtszám | Versenyző          | Csapat            | Idő         |
| -------- | -------- | ------------------ | ----------------- | ----------- |
| 1        | 87       | Greg Van Avermaet  | BMC Racing Team   | 36h 07' 17" |
| 2        | 8        | Geraint Thomas     | Team Sky          | + 43"       |
| 3        | 104      | Philippe Gilbert   | Quick Step Floors | + 44"       |
| 4        | 105      | Bob Jungels        | Quick Step Floors | + 50"       |
| 5        | 78       | Alejandro Valverde | Movistar Team     | + 1' 31"    |

### 10. szakasz
Annecy → Le Grand-Bornand
| Helyezés | Rajtszám | Versenyző          | Csapat              | Idő        |
| -------- | -------- | ------------------ | ------------------- | ---------- |
| 1        | 101      | Julian Alaphilippe | Quick Step Floors   | 4h 25' 27" |
| 2        | 55       | Ion Izagirre       | Bahrain–Merida      | + 1' 34"   |
| 3        | 188      | Rein Taaramäe      | Direct Énergie      | + 1' 40"   |
| 4        | 87       | Greg Van Avermaet  | BMC Racing Team     | + 1' 44"   |
| 5        | 134      | Serge Pauwels      | Team Dimension Data | + 1' 44"   |

| Helyezés | Rajtszám | Versenyző          | Csapat            | Idő         |
| -------- | -------- | ------------------ | ----------------- | ----------- |
| 1        | 87       | Greg Van Avermaet  | BMC Racing Team   | 40h 34' 28" |
| 2        | 8        | Geraint Thomas     | Team Sky          | + 2' 22"    |
| 3        | 78       | Alejandro Valverde | Movistar Team     | + 3' 10"    |
| 4        | 121      | Jakob Fuglsang     | Astana            | + 3' 12"    |
| 5        | 105      | Bob Jungels        | Quick Step Floors | + 3' 20"    |

### 11. szakasz
Albertville → La Rosière
| Helyezés | Rajtszám | Versenyző      | Csapat           | Idő        |
| -------- | -------- | -------------- | ---------------- | ---------- |
| 1        | 8        | Geraint Thomas | Team Sky         | 3h 29' 36" |
| 2        | 32       | Tom Dumoulin   | Team Sunweb      | + 20"      |
| 3        | 1        | Chris Froome   | Team Sky         | + 20"      |
| 4        | 83       | Damiano Caruso | BMC Racing Team  | + 22"      |
| 5        | 68       | Mikel Nieve    | Mitchelton–Scott | + 22"      |

| Helyezés | Rajtszám | Versenyző       | Csapat              | Idő         |
| -------- | -------- | --------------- | ------------------- | ----------- |
| 1        | 8        | Geraint Thomas  | Team Sky            | 44h 06' 16" |
| 2        | 1        | Chris Froome    | Team Sky            | + 1' 25"    |
| 3        | 32       | Tom Dumoulin    | Team Sunweb         | + 1' 44"    |
| 4        | 51       | Vincenzo Nibali | Bahrain–Merida      | + 2' 14"    |
| 5        | 166      | Primož Roglič   | Team Lotto NL–Jumbo | + 2' 23"    |

### 12. szakasz
Bourg-Saint-Maurice → Alpe d’Huez
| Helyezés | Rajtszám | Versenyző      | Csapat           | Idő        |
| -------- | -------- | -------------- | ---------------- | ---------- |
| 1        | 8        | Geraint Thomas | Team Sky         | 5h 18' 37" |
| 2        | 32       | Tom Dumoulin   | Team Sunweb      | + 2"       |
| 3        | 21       | Romain Bardet  | AG2R La Mondiale | + 3"       |
| 4        | 1        | Chris Froome   | Team Sky         | + 4"       |
| 5        | 75       | Mikel Landa    | Movistar Team    | + 7"       |

| Helyezés | Rajtszám | Versenyző        | Csapat              | Idő         |
| -------- | -------- | ---------------- | ------------------- | ----------- |
| 1        | 8        | Geraint Thomas   | Team Sky            | 49h 24' 43" |
| 2        | 1        | Chris Froome     | Team Sky            | + 1' 39"    |
| 3        | 32       | Tom Dumoulin     | Team Sunweb         | + 1' 50"    |
| 4        | 51       | Vincenzo Nibali* | Bahrain–Merida      | + 2' 37"    |
| 5        | 166      | Primož Roglič    | Team Lotto NL–Jumbo | + 2' 46"    |

* Nibali a szakasz során bukott, de célba ért, azonban az este folyamán csigolyatörés állapítottak meg nála, így feladni kényszerült a versenyt.

### 13. szakasz
Le Bourg-d’Oisans → Valence
| Helyezés | Rajtszám | Versenyző          | Csapat            | Idő        |
| -------- | -------- | ------------------ | ----------------- | ---------- |
| 1        | 111      | Peter Sagan        | Bora–Hansgrohe    | 3h 45' 55" |
| 2        | 95       | Alexander Kristoff | UAE Team Emirates | azonos idő |
| 3        | 151      | Arnaud Démare      | Groupama–FDJ      | azonos idő |
| 4        | 194      | John Degenkolb     | Trek–Segafredo    | azonos idő |
| 5        | 87       | Greg Van Avermaet  | BMC Racing Team   | azonos idő |

| Helyezés | Rajtszám | Versenyző      | Csapat              | Idő         |
| -------- | -------- | -------------- | ------------------- | ----------- |
| 1        | 8        | Geraint Thomas | Team Sky            | 53h 10' 38" |
| 2        | 1        | Chris Froome   | Team Sky            | + 1' 39"    |
| 3        | 32       | Tom Dumoulin   | Team Sunweb         | + 1' 50"    |
| 4        | 166      | Primož Roglič  | Team Lotto NL–Jumbo | + 2' 46"    |
| 5        | 21       | Romain Bardet  | AG2R La Mondiale    | + 3' 07"    |

### 14. szakasz
Saint-Paul-Trois-Châteaux → Mende
| Helyezés | Rajtszám | Versenyző          | Csapat           | Idő        |
| -------- | -------- | ------------------ | ---------------- | ---------- |
| 1        | 122      | Omar Fraile        | Astana           | 4h 41' 57" |
| 2        | 101      | Julian Alaphilippe | Quick Step Floor | + 6"       |
| 3        | 198      | Jasper Stuyven     | Trek–Segafredo   | + 6"       |
| 4        | 111      | Peter Sagan        | Bora–Hansgrohe   | + 12"      |
| 5        | 83       | Damiano Caruso     | BMC Racing Team  | + 17"      |

| Helyezés | Rajtszám | Versenyző      | Csapat              | Idő         |
| -------- | -------- | -------------- | ------------------- | ----------- |
| 1        | 8        | Geraint Thomas | Team Sky            | 58h 10' 44" |
| 2        | 1        | Chris Froome   | Team Sky            | + 1' 39"    |
| 3        | 32       | Tom Dumoulin   | Team Sunweb         | + 1' 50"    |
| 4        | 166      | Primož Roglič  | Team Lotto NL–Jumbo | + 2' 38"    |
| 5        | 21       | Romain Bardet  | AG2R La Mondiale    | + 3' 21"    |

### 15. szakasz
Millau → Carcassonne
| Helyezés | Rajtszám | Versenyző           | Csapat         | Idő        |
| -------- | -------- | ------------------- | -------------- | ---------- |
| 1        | 126      | Magnus Cort Nielsen | Astana         | 4h 25' 52" |
| 2        | 55       | Jon Izagirre        | Bahrain–Merida | + 0"       |
| 3        | 191      | Bauke Mollema       | Trek–Segafredo | + 2"       |
| 4        | 128      | Michael Valgren     | Astana         | + 29"      |
| 5        | 197      | Toms Skujiņš        | Trek–Segafredo | + 34"      |

| Helyezés | Rajtszám | Versenyző      | Csapat              | Idő         |
| -------- | -------- | -------------- | ------------------- | ----------- |
| 1        | 8        | Geraint Thomas | Team Sky            | 62h 49' 47" |
| 2        | 1        | Chris Froome   | Team Sky            | + 1' 39"    |
| 3        | 32       | Tom Dumoulin   | Team Sunweb         | + 1' 50"    |
| 4        | 166      | Primož Roglič  | Team Lotto NL–Jumbo | + 2' 38"    |
| 5        | 21       | Romain Bardet  | AG2R La Mondiale    | + 3' 21"    |

### 16. szakasz
Carcassonne → Bagnères-de-Luchon
| Helyezés | Rajtszám | Versenyző          | Csapat            | Idő        |
| -------- | -------- | ------------------ | ----------------- | ---------- |
| 1        | 101      | Julian Alaphilippe | Quick Step Floors | 5h 13' 22" |
| 2        | 54       | Gorka Izagirre     | Bahrain–Merida    | + 15"      |
| 3        | 61       | Adam Yates         | Mitchelton–Scott  | + 15"      |
| 4        | 191      | Bauke Mollema      | Trek–Segafredo    | + 15"      |
| 5        | 58       | Domenico Pozzovivo | Bahrain–Merida    | + 18"      |

| Helyezés | Rajtszám | Versenyző      | Csapat              | Idő        |
| -------- | -------- | -------------- | ------------------- | ---------- |
| 1        | 8        | Geraint Thomas | Team Sky            | 68h 12' 1" |
| 2        | 1        | Chris Froome   | Team Sky            | + 1' 39"   |
| 3        | 32       | Tom Dumoulin   | Team Sunweb         | + 1' 50"   |
| 4        | 166      | Primož Roglič  | Team Lotto NL–Jumbo | + 2' 38"   |
| 5        | 21       | Romain Bardet  | AG2R La Mondiale    | + 3' 21"   |

### 17. szakasz
Bagnères-de-Luchon → Saint-Lary-Soulan
| Helyezés | Rajtszám | Versenyző      | Csapat              | Idő        |
| -------- | -------- | -------------- | ------------------- | ---------- |
| 1        | 71       | Nairo Quintana | Movistar Team       | 2h 21' 27" |
| 2        | 91       | Dan Martin     | UAE Team Emirates   | + 28"      |
| 3        | 8        | Geraint Thomas | Team Sky            | + 47"      |
| 4        | 166      | Primož Roglič  | Team Lotto NL–Jumbo | + 52"      |
| 5        | 32       | Tom Dumoulin   | Team Sunweb         | + 52"      |

| Helyezés | Rajtszám | Versenyző      | Csapat              | Idő         |
| -------- | -------- | -------------- | ------------------- | ----------- |
| 1        | 8        | Geraint Thomas | Team Sky            | 70h 34' 11" |
| 2        | 32       | Tom Dumoulin   | Team Sunweb         | + 1' 59"    |
| 3        | 1        | Chris Froome   | Team Sky            | + 2' 31"    |
| 4        | 166      | Primož Roglič  | Team Lotto NL–Jumbo | + 2' 47"    |
| 5        | 71       | Nairo Quintana | Movistar Team       | + 3' 30"    |

### 18. szakasz
Trie-sur-Baïse → Pau
| Helyezés | Rajtszám | Versenyző            | Csapat              | Idő        |
| -------- | -------- | -------------------- | ------------------- | ---------- |
| 1        | 151      | Arnaud Démare        | Groupama–FDJ        | 3h 46' 50" |
| 2        | 201      | Christophe Laporte   | Cofidis             | azonos idő |
| 3        | 95       | Alexander Kristoff   | UAE Team Emirates   | azonos idő |
| 4        | 132      | Edvald Boasson Hagen | Team Dimension Data | azonos idő |
| 5        | 52       | Sonny Colbrelli      | Bahrain–Merida      | azonos idő |

| Helyezés | Rajtszám | Versenyző      | Csapat              | Idő        |
| -------- | -------- | -------------- | ------------------- | ---------- |
| 1        | 8        | Geraint Thomas | Team Sky            | 74h 21' 1" |
| 2        | 32       | Tom Dumoulin   | Team Sunweb         | + 1' 59"   |
| 3        | 1        | Chris Froome   | Team Sky            | + 2' 31"   |
| 4        | 166      | Primož Roglič  | Team Lotto NL–Jumbo | + 2' 47"   |
| 5        | 71       | Nairo Quintana | Movistar Team       | + 3' 30"   |

### 19. szakasz
Lourdes → Laruns
| Helyezés | Rajtszám | Versenyző      | Csapat              | Idő        |
| -------- | -------- | -------------- | ------------------- | ---------- |
| 1        | 166      | Primož Roglič  | Team Lotto NL–Jumbo | 5h 28' 17" |
| 2        | 8        | Geraint Thomas | Team Sky            | + 19"      |
| 3        | 21       | Romain Bardet  | AG2R La Mondiale    | + 19"      |
| 4        | 91       | Dan Martin     | UAE Team Emirates   | + 19"      |
| 5        | 114      | Rafał Majka    | Bora–Hansgrohe      | + 19"      |

| Helyezés | Rajtszám | Versenyző         | Csapat              | Idő         |
| -------- | -------- | ----------------- | ------------------- | ----------- |
| 1        | 8        | Geraint Thomas    | Team Sky            | 79h 49' 31" |
| 2        | 32       | Tom Dumoulin      | Team Sunweb         | + 2' 05"    |
| 3        | 166      | Primož Roglič     | Team Lotto NL–Jumbo | + 2' 25"    |
| 4        | 1        | Chris Froome      | Team Sky            | + 2' 37"    |
| 5        | 161      | Steven Kruijswijk | Team Lotto NL–Jumbo | + 4' 37"    |

### 20. szakasz
Saint-Pée-sur-Nivelle → Espelette
| Helyezés | Rajtszám | Versenyző            | Csapat      | Idő     |
| -------- | -------- | -------------------- | ----------- | ------- |
| 1        | 32       | Tom Dumoulin         | Team Sunweb | 40' 52" |
| 2        | 1        | Chris Froome         | Team Sky    | + 1"    |
| 3        | 8        | Geraint Thomas       | Team Sky    | + 14"   |
| 4        | 4        | Michał Kwiatkowski   | Team Sky    | + 50"   |
| 5        | 36       | Søren Kragh Andersen | Team Sunweb | + 51"   |

| Helyezés | Rajtszám | Versenyző         | Csapat              | Idő         |
| -------- | -------- | ----------------- | ------------------- | ----------- |
| 1        | 8        | Geraint Thomas    | Team Sky            | 80h 30' 37" |
| 2        | 32       | Tom Dumoulin      | Team Sunweb         | + 1' 51"    |
| 3        | 1        | Chris Froome      | Team Sky            | + 2' 24"    |
| 4        | 166      | Primož Roglič     | Team Lotto NL–Jumbo | + 3' 22"    |
| 5        | 161      | Steven Kruijswijk | Team Lotto NL–Jumbo | + 6' 08"    |

### 21. szakasz
Houilles → Párizs, Champs-Élysées
| Helyezés | Rajtszám | Versenyző            | Csapat              | Idő        |
| -------- | -------- | -------------------- | ------------------- | ---------- |
| 1        | 95       | Alexander Kristoff   | UAE Team Emirates   | 2h 46' 36" |
| 2        | 194      | John Degenkolb       | Trek–Segafredo      | azonos idő |
| 3        | 151      | Arnaud Démare        | Groupama–FDJ        | azonos idő |
| 4        | 132      | Edvald Boasson Hagen | Team Dimension Data | azonos idő |
| 5        | 201      | Christophe Laporte   | Cofidis             | azonos idő |

| Helyezés | Rajtszám | Versenyző         | Csapat              | Idő         |
| -------- | -------- | ----------------- | ------------------- | ----------- |
| 1        | 8        | Geraint Thomas    | Team Sky            | 83h 17' 13" |
| 2        | 32       | Tom Dumoulin      | Team Sunweb         | + 1' 51"    |
| 3        | 1        | Chris Froome      | Team Sky            | + 2' 24"    |
| 4        | 166      | Primož Roglič     | Team Lotto NL–Jumbo | + 3' 22"    |
| 5        | 161      | Steven Kruijswijk | Team Lotto NL–Jumbo | + 6' 08"    |

## Összegzés
| Szakasz (győztes)                 | Összetett verseny Maillot jaune | Pontverseny Maillot vert | Hegyi pontverseny Maillot à pois rouges | Fiatalok versenye Maillot blanc | Csapatverseny Classement par équipe | Legaktívabb versenyző Prix de combativité |
| --------------------------------- | ------------------------------- | ------------------------ | --------------------------------------- | ------------------------------- | ----------------------------------- | ----------------------------------------- |
| 1. szakasz (Fernando Gaviria)     | Fernando Gaviria                | Fernando Gaviria         | Kevin Ledanois                          | Fernando Gaviria                | Quick Step Floors                   | Yoann Offredo                             |
| 2. szakasz (Peter Sagan)          | Peter Sagan                     | Peter Sagan              | Dion Smith                              | Fernando Gaviria                | Quick Step Floors                   | Sylvain Chavanel                          |
| 3. szakasz (BMC Racing Team)      | Greg Van Avermaet               | Peter Sagan              | Dion Smith                              | Søren Kragh Andersen            | Quick Step Floors                   | Nem adták ki                              |
| 4. szakasz (Fernando Gaviria)     | Greg Van Avermaet               | Peter Sagan              | Dion Smith                              | Søren Kragh Andersen            | Quick Step Floors                   | Jérôme Cousin                             |
| 5. szakasz (Peter Sagan)          | Greg Van Avermaet               | Peter Sagan              | Toms Skujiņš                            | Søren Kragh Andersen            | Quick Step Floors                   | Toms Skujiņš                              |
| 6. szakasz (Dan Martin)           | Greg Van Avermaet               | Peter Sagan              | Toms Skujiņš                            | Søren Kragh Andersen            | Quick Step Floors                   | Damien Gaudin                             |
| 7. szakasz (Dylan Groenewegen)    | Greg Van Avermaet               | Peter Sagan              | Toms Skujiņš                            | Søren Kragh Andersen            | Quick Step Floors                   | Laurent Pichon                            |
| 8. szakasz (Dylan Groenewegen)    | Greg Van Avermaet               | Peter Sagan              | Toms Skujiņš                            | Søren Kragh Andersen            | Quick Step Floors                   | Fabien Grellier                           |
| 9. szakasz (John Degenkolb)       | Greg Van Avermaet               | Peter Sagan              | Toms Skujiņš                            | Søren Kragh Andersen            | Quick Step Floors                   | Damien Gaudin                             |
| 10. szakasz (Julian Alaphilippe)  | Greg Van Avermaet               | Peter Sagan              | Julian Alaphilippe                      | Pierre Latour                   | Movistar Team                       | Greg Van Avermaet                         |
| 11. szakasz (Geraint Thomas)      | Geraint Thomas                  | Peter Sagan              | Julian Alaphilippe                      | Pierre Latour                   | Movistar Team                       | Alejandro Valverde                        |
| 12. szakasz (Geraint Thomas)      | Geraint Thomas                  | Peter Sagan              | Julian Alaphilippe                      | Pierre Latour                   | Movistar Team                       | Steven Kruijswijk                         |
| 13. szakasz (Peter Sagan)         | Geraint Thomas                  | Peter Sagan              | Julian Alaphilippe                      | Pierre Latour                   | Movistar Team                       | Michael Schär                             |
| 14. szakasz (Omar Fraile)         | Geraint Thomas                  | Peter Sagan              | Julian Alaphilippe                      | Pierre Latour                   | Movistar Team                       | Jasper Stuyven                            |
| 15. szakasz (Magnus Cort Nielsen) | Geraint Thomas                  | Peter Sagan              | Julian Alaphilippe                      | Pierre Latour                   | Movistar Team                       | Rafał Majka                               |
| 16. szakasz (Julian Alaphilippe)  | Geraint Thomas                  | Peter Sagan              | Julian Alaphilippe                      | Pierre Latour                   | Bahrain–Merida                      | Philippe Gilbert                          |
| 17. szakasz (Nairo Quintana)      | Geraint Thomas                  | Peter Sagan              | Julian Alaphilippe                      | Pierre Latour                   | Movistar Team                       | Tanel Kangert                             |
| 18. szakasz (Arnaud Démare)       | Geraint Thomas                  | Peter Sagan              | Julian Alaphilippe                      | Pierre Latour                   | Movistar Team                       | Luke Durbridge                            |
| 19. szakasz (Primož Roglič)       | Geraint Thomas                  | Peter Sagan              | Julian Alaphilippe                      | Pierre Latour                   | Movistar Team                       | Mikel Landa                               |
| 20. szakasz (Tom Dumoulin)        | Geraint Thomas                  | Peter Sagan              | Julian Alaphilippe                      | Pierre Latour                   | Movistar Team                       | Nem adták ki                              |
| 21. szakasz (Alexander Kristoff)  | Geraint Thomas                  | Peter Sagan              | Julian Alaphilippe                      | Pierre Latour                   | Movistar Team                       | Nem adták ki                              |
| Győztesek                         | Geraint Thomas                  | Peter Sagan              | Julian Alaphilippe                      | Pierre Latour                   | Movistar Team                       | Dan Martin                                |

## Végeredmény

### Összetett
| Helyezés | Rajtszám | Versenyző          | Csapat              | Idő/különbség |
| -------- | -------- | ------------------ | ------------------- | ------------- |
| 1        | 8        | Geraint Thomas     | Team Sky            | 83h 17' 13"   |
| 2        | 32       | Tom Dumoulin       | Team Sunweb         | + 1' 51"      |
| 3        | 1        | Chris Froome       | Team Sky            | + 2' 24"      |
| 4        | 166      | Primož Roglič      | Team Lotto NL–Jumbo | + 3' 22"      |
| 5        | 161      | Steven Kruijswijk  | Team Lotto NL–Jumbo | + 6' 08"      |
| 6        | 21       | Romain Bardet      | AG2R La Mondiale    | + 6' 57"      |
| 7        | 75       | Mikel Landa        | Movistar Team       | + 7' 37"      |
| 8        | 91       | Dan Martin         | UAE Team Emirates   | + 9' 05"      |
| 9        | 141      | Ilnur Zakarin      | Katyusa–Alpecin     | + 12' 37"     |
| 10       | 71       | Nairo Quintana     | Movistar Team       | + 14' 18"     |
| 11       | 105      | Bob Jungels        | Quick Step Floors   | + 16' 32"     |
| 12       | 121      | Jakob Fuglsang     | Astana              | + 19' 46"     |
| 13       | 26       | Pierre Latour      | AG2R La Mondiale    | + 22' 13"     |
| 14       | 78       | Alejandro Valverde | Movistar Team       | + 27' 26"     |
| 15       | 2        | Egan Bernal        | Team Sky            | + 27' 52"     |
| 16       | 125      | Tanel Kangert      | Astana              | + 34' 52"     |
| 17       | 41       | Warren Barguil     | Fortuneo–Samsic     | + 37' 06"     |
| 18       | 58       | Domenico Pozzovivo | Bahrain–Merida      | + 39' 08"     |
| 19       | 114      | Rafał Majka        | Bora–Hansgrohe      | + 39' 57"     |
| 20       | 83       | Damiano Caruso     | BMC Racing Team     | + 42' 31"     |

### Pontverseny
| Helyezés | Rajtszám | Versenyző          | Csapat              | Pont     |
| -------- | -------- | ------------------ | ------------------- | -------- |
| 1        | 111      | Peter Sagan        | Bora–Hansgrohe      | 477 pont |
| 2        | 95       | Alexander Kristoff | UAE Team Emirates   | 246 pont |
| 3        | 151      | Arnaud Démare      | Groupama–FDJ        | 203 pont |
| 4        | 194      | John Degenkolb     | Trek–Segafredo      | 178 pont |
| 5        | 101      | Julian Alaphilippe | Quick Step Floors   | 143 pont |
| 6        | 87       | Greg Van Avermaet  | BMC Racing Team     | 134 pont |
| 7        | 216      | Andrea Pasqualon   | Wanty–Groupe Gobert | 115 pont |
| 8        | 8        | Geraint Thomas     | Team Sky            | 110 pont |
| 9        | 52       | Sonny Colbrelli    | Bahrain–Merida      | 104 pont |
| 10       | 91       | Dan Martin         | UAE Team Emirates   | 98 pont  |

### Hegyi pontverseny
| Helyezés | Rajtszám | Versenyző          | Csapat              | Pont     |
| -------- | -------- | ------------------ | ------------------- | -------- |
| 1        | 101      | Julian Alaphilippe | Quick Step Floors   | 170 pont |
| 2        | 41       | Warren Barguil     | Fortuneo–Samsic     | 91 pont  |
| 3        | 114      | Rafał Majka        | Bora–Hansgrohe      | 76 pont  |
| 4        | 8        | Geraint Thomas     | Team Sky            | 74 pont  |
| 5        | 32       | Tom Dumoulin       | Team Sunweb         | 63 pont  |
| 6        | 166      | Primož Roglič      | Team Lotto NL–Jumbo | 56 pont  |
| 7        | 91       | Dan Martin         | UAE Team Emirates   | 41 pont  |
| 8        | 71       | Nairo Quintana     | Movistar Team       | 40 pont  |
| 9        | 125      | Tanel Kangert      | Astana              | 39 pont  |
| 10       | 161      | Steven Kruijswijk  | Team Lotto NL–Jumbo | 36 pont  |

### Fiatalok versenye
| Helyezés | Rajtszám | Versenyző              | Csapat                    | Idő/különbség |
| -------- | -------- | ---------------------- | ------------------------- | ------------- |
| 1        | 26       | Pierre Latour          | AG2R La Mondiale          | 83h 39' 26"   |
| 2        | 2        | Egan Bernal            | Team Sky                  | + 5' 39"      |
| 3        | 211      | Guillaume Martin       | Wanty–Groupe Gobert       | + 22' 05"     |
| 4        | 156      | David Gaudu            | Groupama–FDJ              | + 1h 07' 48"  |
| 5        | 14       | Daniel Felipe Martínez | EF Education First–Drapac | + 1h 16' 25"  |
| 6        | 168      | Antwan Tolhoek         | Team Lotto NL–Jumbo       | + 1h 16' 48"  |
| 7        | 36       | Søren Kragh Andersen   | Team Sunweb               | + 1h 44' 10"  |
| 8        | 85       | Stefan Küng            | BMC Racing Team           | + 1h 45' 01"  |
| 9        | 77       | Marc Soler             | Movistar Team             | + 1h 56' 38"  |
| 10       | 126      | Magnus Cort Nielsen    | Astana                    | + 2h 10' 13"  |

### Csapatok versenye
| Helyezés | Csapat              | Idő/különbség |
| -------- | ------------------- | ------------- |
| 1        | Movistar Team       | 250h 24' 53"  |
| 2        | Bahrain–Merida      | + 12' 33"     |
| 3        | Team Sky            | + 31' 14"     |
| 4        | Team Lotto NL–Jumbo | + 47' 24"     |
| 5        | Astana              | + 1h 15' 32"  |
| 6        | Team Sunweb         | + 1h 58' 54"  |
| 7        | AG2R La Mondiale    | + 2h 15' 49"  |
| 8        | BMC Racing Team     | + 2h 35' 45"  |
| 9        | Quick Step Floors   | + 3h 06' 17"  |
| 10       | Mitchelton–Scott    | + 3h 13' 41"  |